# Pietro Giannone (digter)
 Der er flere personer med dette navn, se Pietro Giannone.
Pietro Giannone (15. marts 1792 i Camposanto ved Modena–24. december 1872 i Firenze) var en italiensk patriot og digter.
Han var af samme slægt som historikeren med samme navn og kom ligesom han til at lide meget for sine
anskuelser. Som ung mand var han militær, men dette varede kun ved, indtil Napoleon I styrtedes. I de følgende års sammensværgelser mod fremmedherredømmet og forsøg på rejsning var han af hjertens grund meddelagtig, og han blev i den anledning to gange fængslet;
til sidst måtte han flygte til Frankrig. Her indtog han en fremragende plads mellem de italienske flygtninge, var til 1848 formand i Associazione italiana i Paris og ydede, skønt selv fattig, sine landsmænd der i landet al mulig bistand. Han delte standpunkt med Giuseppe Mazzini ("Gud og Folket!") og mødte som denne på pletten, da det i slutningen af 1840'erne syntes at dages for de på frihed håbende italienere. Januar 1849 sendtes han til Paris som toskansk legationssekretær. Men da Italien var bukket under i kampen, blev landflygtighed på ny Giannones lod. I 1859, da Giannones fædreby Modena havde forjaget sin hertugfamilie og var blevet sædet for en diktatorisk regering, fik denne sat igennem, at den gamle frihedsmand kaldtes tilbage til Italien for ved hjælp af en nationalbelønning at kunne tilbringe resten af sit liv sorgfrit der. Fra 1861 til sin død levede Giannone så i Firenze. Som digter har han især gjort sig bekendt ved L'Esule (1829) og La Visione påvirket af Alfonso Varanos "poetiske syner".